# HD 35317
HD 35317，又名BD-01 882，SAO 132060、HR 1782，是一颗恒星，视星等为6.11，位于銀經203.35，銀緯-19.8，其B1900.0坐标为赤經5h 18m 46.1s，赤緯-0° -19.8′ 38″。